# Tessuti glucosio-dipendenti
I Tessuti glucosio-dipendenti rappresentano quel gruppo di tessuti che necessitano di glucosio per la loro attività metabolica. Ciò significa che, al contrario della maggior parte dei tessuti corporei, essi non possono utilizzare lipidi a scopo energetico e non sono sensibili all'insulina.

## L'utilizzo di glucosio da parte dei tessuti
In generale, tutti i tessuti del corpo sono in grado di utilizzare glucosio a scopo energetico, ma, ad eccezione dei tessuti glucosio-dipendenti, i restanti possono utilizzare acidi grassi e corpi chetonici quando i carboidrati non sono disponibili. I tessuti glucosio-dipendenti sono:
- Sistema nervoso centrale o SNC (Encefalo, Midollo spinale)
- Midollare del rene
- Midollo osseo
- Globuli rossi (o eritrociti)
- Globuli bianchi (o leucociti)
- Rètina
- Cristallino
- Testicoli
- Fibre di tipo 2 del muscolo scheletrico (sforzi intensi)

In condizioni dietetiche normali, il glucosio è l'unico substrato energetico per il cervello e il resto del sistema nervoso centrale (SNC). Il cervello e il resto del SNC sono i maggiori consumatori di glucosio su base giornaliera, consumandone circa 104 grammi al giorno. Questa peculiarità del metabolismo cerebrale ha portato probabilmente al più grande equivoco riguardo alla privazione di carboidrati nella fisiologia umana: il fatto che il cervello sia in grado di consumare solo glucosio come combustibile, risultando quindi glucosio-dipendente, è vero solo in parte. Una volta che la privazione di carboidrati prosegue per un periodo prolungato, il cervello è in grado di coprire gran parte delle richieste energetiche dai chetoni, consumando solo una minima parte di glucosio, mentre ad esempio gli eritrociti, i leucociti e il midollo osseo sono sempre dipendenti dalla sua captazione. Analisi più recenti hanno inoltre dimostrato che il lattato (altro substrato glucogenetico), ottenuto dalla circolazione o attraverso l'accoppiamento metabolico che si verifica fra gli astrociti e i neuroni, sia il substrato preferito per i neuroni stessi, ricoprendo un importante ruolo assieme a glucosio e chetoni. Se il sistema nervoso centrale non potesse ricavare energia da substrati alternativi al glucosio, dopo il totale esaurimento delle scorte di carboidrati endogene sopraggiungerebbe la morte cerebrale, cosa che non accade data la capacità del SNC di attingere energia dai chetoni. In altre parole, nonostante il SNC rientri nella definizione di tessuto glucosio-dipendente, in condizioni di digiuno molto prolungato o di dieta a bassissimo apporto di carboidrati (dieta chetogenica), esso è in grado di ricavare indirettamente la maggior parte dell'energia dai grassi depositati nel tessuto adiposo per via aerobica attraverso il ciclo di Krebs una volta convertiti, negli epatociti, in corpi chetonici. È stato suggerito che di fatto, i corpi chetonici esistono primariamente per fornire al cervello un substrato energetico derivante dai grassi durante periodi in cui i carboidrati non sono disponibili.
Al contrario del SNC, le cellule che non sono dotate di mitocondri, oppure ne esprimono una bassa presenza, sono completamente glucosio-dipendenti. I tessuti senza mitocondri sono eritrociti, cornea, cristallino e retina; mentre i tessuti con pochi mitocondri sono la midollare renale, i testicoli e i leucociti. Questi necessitano sempre di glucosio perché la loro attività metabolica è basata solo sul metabolismo anaerobico, e non su quello aerobico ossidativo (attività mitocondriale), pertanto non possono utilizzare né lipidi né corpi chetonici. Tuttavia, il processo di glicolisi anaerobica (utilizzo energetico del glucosio per via anaerobica) da parte di questi tessuti porta alla formazione di lattato, che ritorna al fegato e viene poi riconvertito a glucosio, tramite un processo denominato Ciclo di Cori. L'energia per questo processo ( la gluconeogenesi )  proviene dall'aumento dell'ossidazione degli acidi grassi nel fegato. Quindi i tessuti glucosio-dipendenti e glicolitici portano indirettamente ad enfatizzare l'utilizzo di grassi depositati.
Normalmente il muscolo scheletrico in condizioni di riposo o di sforzi poco intensi è un tessuto che sfrutta il metabolismo aerobico ossidativo, e in condizioni a riposo ha un consumo di glucosio/glicogeno molto basso o assente. Il muscolo scheletrico è un tessuto insulino-sensibile, e in carenza di glucidi esso riesce a sfruttare principalmente lipidi e corpi chetonici come substrati energetici. Ma, se sottoposto ad uno sforzo fisico di una certa intensità, viene richiesta l'attivazione delle fibre muscolari rapide o di tipo 2, che intervengono in sforzi intensi o anaerobici, e che non possono utilizzare corpi chetonici e FFA per la loro attività impiegando glucosio. In queste condizioni il muscolo diventa dipendente dal glucosio per la sua attività metabolica facendo in gran parte affidamento su metabolismo anaerobico.

## Trasportatori di glucosio (GLUT)
I trasportatori di glucosio o glucotrasportatori (GLUT) sono una famiglia di carrier proteici contenuti nelle vescicole intracellulari (alcune fonti sostengono nel reticolo endoplasmatico, altre nel Golgi) all'interno del citoplasma, con la funzione di facilitare il trasporto di glucosio dal liquido interstiziale all'interno della cellula. Ne sono stati identificati sette, ognuno dei quali presenta una distribuzione differente a seconda dello specifico tessuto biologico. Per quanto riguarda i tessuti glucosio-dipendenti, è necessario citare principalmente i GLUT-1, i quali per definizione, forniscono un'assunzione minima basale di glucosio a svariati organi, non solo quelli strettamente glucosio-dipendenti. In realtà la distribuzione dei GLUT-1 vengono unanimemente riconosciuti principalmente nei globuli rossi e nel cervello per i quali la loro presenza è ritenuta fondamentale, ma essi sono ampiamente presenti anche nel rene, nella placenta, nei fibroblasti, ed in minima parte anche nel fegato e nei tessuti insulino-dipendenti, ovvero muscolo scheletrico, cuore, e tessuto adiposo, e in generale in tutti i tessuti corporei.
Un altro trasportatore di glucosio abbondante nei neuroni del cervello è il GLUT-3, che è ampiamente distribuito anche nel rene, nell'intestino e nella placenta. Il GLUT-3 è responsabile del co-trasporto sodio-glucosio necessario per l'assorbimento di glucosio nel tubulo renale e nella parete intestinale.

## Substrati e processi energetici
In seguito all'introduzione di carboidrati (periodo post-prandiale), questi organi captano la quantità di glucosio di cui necessitano, e a causa della mancata capacità di immagazzinarlo, lasciano la quantità restante agli altri tessuti. Tali apparati sono considerati insulino-indipendenti (insensibili all'insulina), e la captazione di glucosio per la maggior parte di questi avviene tramite i trasportatori di glucosio di tipo 1 (GLUT-1). La principale fonte endogena di glucosio, che viene prevalentemente impiegata per nutrire gli organi glucosio-dipendenti, deriva dal glicogeno stoccato nel fegato, il quale rappresenta l'unica riserva di carboidrati che può essere rilasciata nel circolo ematico. Il fegato ha la capacità di immagazzinare una ridotta quantità di glicogeno, si stima attorno ai 75 grammi per un uomo di 70 kg. Queste scorte vengono facilmente esaurite durante il digiuno notturno. Quando questo rifornimento comincia a scarseggiare, viene intensificato il processo di conversione di glucosio a partire da precursori non glucidici (gluconeogenesi), ovvero amminoacidi, glicerolo, piruvato e lattato, che devono garantire una presenza di glucosio basale in modo da rifornire prioritariamente i tessuti glucosio-dipendenti.

### Glicogenolisi epatica, Gluconeogenesi e Proteolisi
Nel caso di una condizione di una marcata riduzione dell'assunzione di carboidrati o nel digiuno, per soddisfare le esigenze metaboliche di questi organi, avviene un aumento del rilascio di glicogeno epatico (glicogenolisi epatica), e, dopo poche ore, viene enfatizzato un altro processo metabolico detto gluconeogenesi, che prevede di sintetizzare glucosio convertendolo da substrati di origine non glucidica, principalmente amminoacidi (glucogenetici) che compongono le proteine strutturali, ma anche il glicerolo derivante dalla scissione dei trigliceridi nel tessuto adiposo, e l'acido piruvico, e acido lattico. Escludendo il glucosio ricavato per gluconeogenesi dal riciclo del piruvato e lattato, circa il 10% trigliceridi è rappresentato dal glicerolo, altro importante substrato glucogenetico. Ciò significa che circa il 10% dei trigliceridi mobilizzati forniscono glucosio. La gluconeogenesi inizia a manifestarsi solo dopo poche ore (circa 4) dall'ultima ingestione di glucidi. Normalmente, in uno stato di riposo, la glicogenolisi è responsabile del 70-80% della produzione di glucosio, mentre la gluconeogenesi ne copre il restante 20-30%. Questi processi catabolici avvengono ad opera di una serie di ormoni che hanno il compito di mantenere l'omeostasi glicemica contrastando l'ipoglicemia, essenzialmente si tratta di glucagone, catecolamine (adrenalina, noradrenalina), cortisolo e GH. In questo modo, data la scarsità di glucosio disponibile, viene inibita la sua assunzione da parte dei tessuti insulino-dipendenti ed in generale dei tessuti periferici, che sono in grado di utilizzare prevalentemente lipidi per la loro attività, mentre ne viene aumentata la disponibilità per i tessuti glucosio-dipendenti, in particolare il cervello. L'ipoglicemia causa un'inibizione della produzione di insulina, ed una maggior concentrazione del flusso ematico verso i principali tessuti glucosio-dipendenti. La scarsità di carboidrati porta ad un generale cambiamento nell'attività del metabolismo, da una condizione metabolica "glucocentrica" (in cui il metabolismo fa affidamento sul glucosio) ad una "adipocentrica" (in cui invece fa affidamento sugli acidi grassi e sui corpi chetonici). In quest'ultimo caso quindi i principali substrati energetici sono rappresentanti dagli acidi grassi (dai lipidi alimentari e dalle riserve lipidiche) e dai chetoni (dai lipidi alimentari, dalle proteine e dalle riserve lipidiche), mentre i tessuti glucosio-dipendenti sono in grado di ricevere glucosio tramite la gluconeogenesi e la glicogenolisi.
In 24 ore di digiuno totale un fabbisogno calorico di 1800 calorie è soddisfatto dal catabolismo di 75g di proteine strutturali (proteolisi/gluconeogenesi) e 160g di trigliceridi (lipolisi/gluconeogenesi). Tutto questo succede in particolar modo nei primi due/tre giorni di digiuno. L'utilizzo di proteine muscolari in questa fase equivale ad una perdita di azoto urinario variabile da 10 a 15 g/die corrispondenti a 60-90 g di proteine, a loro volta equivalenti a 240-360 g di proteine muscolari. Normalmente, anche il rene può diventare sede di gluconeogenesi assieme al fegato (gluconeogenesi renale), arrivando a coprire questo processo fino al 10%; dopo diversi giorni di digiuno prolungato (15-20 giorni), il rene può arrivare a coprire al massimo il 45% della gluconeogenesi totale.

### Chetogenesi
Quando la condizione di scarsità di riserve di carboidrati si protrae, come o nella privazione quasi totale di soli carboidrati (dieta chetogenica) o nella fase di digiuno prolungato (oltre i due/tre giorni), i tessuti glucosio-dipendenti iniziano ad assumere glucosio unicamente dalla conversione di altri substrati energetici per via glucogenetica dal fegato, mentre il SNC in parte dai corpi chetonici. Dopo circa due giorni viene incrementato da parte del fegato il processo di chetogenesi, il quale prevede la produzione di corpi chetonici (acetone, acido acetoacetico, acido β-idrossibutirrico) a partire dalla degradazione degli acidi grassi. Il fegato non può utilizzare corpi chetonici, che quindi vengono direzionati verso tessuti extra-epatici come il cervello e il muscolo scheletrico per il loro utilizzo energetico. In altre parole, il metabolismo dei corpi chetonici sostituisce una gran parte della richiesta di glucosio da parte del cervello, risparmiando di conseguenza massa muscolare. In questa fase quindi il cervello inizia ad utilizzare prevalentemente i corpi chetonici, in modo da mantenere disponibile il glucosio per gli altri tessuti glucosio-dipendenti come il midollo osseo e gli eritrociti (globuli rossi), cellule in grado di ricavare energia solo per via anaerobica glicolitica e che non possiedono mitocondri, e rimangono dipendenti dalla sua captazione per produrre energia. Dal terzo giorno di chetosi a tre settimane di digiuno, il cervello aumenta gradualmente l'utilizzo di chetoni arrivando a ricavare fino al 75% dell'energia totale da essi. Sembra che il principale ruolo dei chetoni sia proprio quello di fornire energia al cervello con substrati non glucidici di origine lipidica. La ridotta captazione del glucosio da parte del cervello causa una minor necessità di tale molecola, dunque un generale ridotto apporto di glucosio per gluconeogenesi, e quindi una sensibile riduzione della proteolisi (catabolismo proteico) del muscolo. Il passaggio all'utilizzo di chetoni al posto del glucosio da parte del cervello porta a ridurre le richieste totale di glucosio a 40 grammi al giorno, mentre l'energia che era fornita dagli altri 60-75 grammi di glucosio è ora apportata dai chetoni. Nel digiuno protratto si assiste così ad una progressiva perdita del tessuto adiposo, ed una maggiore conservazione del tessuto muscolare. Dal momento che il catabolismo dei trigliceridi (lipolisi) fornisce circa 18 grammi di glucosio al giorno (tramite la conversione del glicerolo per gluconeogenesi), il catabolismo proteico muscolare viene limitato a 20 grammi al giorno. La chetogenesi è resa possibile dalla riduzione delle concentrazioni di insulina circolante e dall'aumento di quelle del glucagone. Quindi dopo due giorni circa di digiuno, l'assunzione di glucosio è quasi esclusivamente a carico dei tessuti glucosio-dipendenti, ma la produzione di glucosio viene notevolmente ridotta a causa del sopravvento della chetogenesi, che finisce per prevalere definitivamente sulla gluconeogenesi epatica e renale, dopo circa 20/24 giorni, mantenendosi inalterata col prolungamento del digiuno. Analogamente allo stato di gluconeogenesi, gli ormoni coinvolti in questo processo energetico sono principalmente, il glucagone, le catecolamine, il cortisolo il GH i quali sopravvengono soprattutto in carenza di insulina, e che si incaricano di mantenere l'omeostasi glicemica contrastando l'ipoglicemia.

### Digiuno o carenza glucidica
I processi sopra elencati potrebbero essere comuni in diverse situazioni metaboliche, ma è necessario fare delle importanti distinzioni. Molto spesso, lo stato metabolico che si instaura in una persona che segue una dieta chetogenica (cioè che prevede un bassissimo apporto di carboidrati normalmente inferiore a 100 gr) viene spesso comparato con la condizione di digiuno. Infatti è ben stabilito che la forte restrizione di carboidrati tipica delle diete chetogeniche sia in grado di simulare le risposte metaboliche tipiche del digiuno prolungato. Le principali similitudini metaboliche tra la dieta chetogenica e il digiuno consistono nel fatto che non avviene alcuna (o una bassissima) assunzione di carboidrati, e che si insatura uno shift metabolico che passa dall'uso di glucosio come principale substrato energetico, all'uso quasi esclusivo di acidi grassi e corpi chetonici. In condizioni di digiuno, le fonti energetiche endogene (glicogeno, depositi di grasso, muscolo scheletrico) vengono usati come substrati energetici. Tuttavia, in condizioni di regime dietetico chetogenico, in cui viene prevista l'assunzione degli altri macronutrienti, le fonti esogene di proteine e grassi forniscono energia, assieme al glicogeno e ai grassi depositati. Mentre la perdita di massa magra è tipica della perdita di peso in cui l'apporto calorico e proteico sono insufficienti, in altre circostanze, come nella dieta chetogenica in cui viene fornita una sufficiente quantità di proteine, la massa muscolare viene preservata anche durante regimi ipocalorici per la perdita di peso. Quindi è necessario fare una netta distinzione tra i regimi alimentari con un bassissimo apporto di carboidrati e lo stato di digiuno, in quanto nel primo caso le concentrazioni di glucosio nel sangue vengono mantenute stabili nonostante la carenza di assunzione di carboidrati alimentari. Il mantenimento delle concentrazioni di glucosio e l'inibizione dei processi catabolici a carico del muscolo scheletrico rappresentano delle differenze importanti tra lo stato di digiuno o un regime dietetico dal bassissimo apporto di carboidrati.

## Fabbisogno glucidico basale
Le linee guida sull'assunzione di macronutrienti suggeriscono che il fabbisogno glucidico ammonti ad un quantitativo tra il 45 e il 60% del fabbisogno calorico (RDA e AMDR), il che significherebbe tra 225 e 325 grammi di carboidrati per una dieta media di 2000 calorie. Gli stessi enti inoltre stabiliscono un fabbisogno minimo di carboidrati previsto dal RDA che ammonta a 130 grammi al giorno per tutte le età. Dal momento che i tessuti glucosio-dipendenti hanno la necessità di glucosio per la loro attività biologica, si stima che il fabbisogno minimo basale di tale nutriente sia di circa 0,125 g/min, pari a 180 g/24 ore. Solo il SNC (rappresentato in gran parte dal cervello) utilizza tra circa 100 grammi di glucosio al giorno.
Tuttavia è necessario fare presente che non esistono evidenze scientifiche che attestino come i carboidrati esogeni (assunti dall'esterno) siano richiesti per la funzione umana. Le attuali raccomandazioni sul consumo di carboidrati sono basate su, 1) la prevenzione della chetosi, e 2) il rifornimento di glucosio superiore al fabbisogno minimo. Tuttavia, viene anche ampiamente dimostrato che lo stato di chetosi (dato dalla privazione o dal bassissimo apporto di carboidrati) non è dannoso tanto da essere considerato un evento metabolico fisiologico (chetosi fisiologica). Quindi, sebbene i carboidrati teoricamente possano essere completamente eliminati dalla dieta, la dose raccomandata di 150 gr al giorno garantirebbe un adeguato apporto di glucosio per il sistema nervoso centrale. Tuttavia, durante il digiuno (una condizione in cui non vengono assunti macronutrienti), il corpo riesce comunque a fornire un'adeguata quantità di glucosio per il sistema nervoso centrale attraverso processi quali la gluconeogenesi e la chetogenesi. Ciò spiega perché non esista un fabbisogno minimo di carboidrati, e perché non si riscontrano patologie da carenza glucidica. I carboidrati non sono componenti necessari per la formazione di altre molecole, e il corpo può ottenere effettivamente tutta l'energia di cui necessita dalle proteine e dai grassi.

### Quantità di glucosio necessarie per sostenere il corpo
Quando i carboidrati vengono rimossi dalla dieta, il corpo avvia almeno tre processi adattativi per risparmiare il poco glucosio e proteine depositate:
- Il primo adattamento consiste in un completo passaggio (shift metabolico) dall'utilizzo di glucosio all'utilizzo di acidi grassi liberi (FFA) in gran parte dei tessuti corporei[2][4]. Questo shift serve a risparmiare il poco glucosio disponibile per il cervello.
- Il secondo adattamento avviene negli altri tessuti glucosio-dipendenti, ovvero nei leucociti (globuli bianchi), negli eritrociti (globuli rossi) e nel midollo osseo, i quali continuano ad usare glucosio[2]. Per prevenire la deplezione delle scorte di glucosio disponibile, questi tessuti cercano di ottenere il glucosio mediante processi glucogenetici, ricavandolo quindi da molecole di origine non glucidica quali lattato e piruvato, che vengono diretti verso il fegato dove saranno nuovamente riciclati a glucosio[2][4]. Quindi non avviene una perdita netta di glucosio ad opera di questi tessuti, portando a considerare che questi possono essere ignorati in termini di richiesta di carboidrati.
- Il terzo, e probabilmente il più importante adattamento avviene nel cervello, che è in grado di passare dall'uso di soli carboidrati come energia all'utilizzo prevalente di chetoni (fino al 75%) dalla terza settimana di chetosi sostenuta (privazione di carboidrati o digiuno)[2][4][11].

### Fabbisogno di glucosio per il cervello
Come accennato, in uno stato non chetogeno, il cervello utilizza circa 100 grammi di glucosio al giorno. Ciò significa che ogni dieta che contiene meno di 100 grammi di carboidrati al giorno porta alla chetosi, ad un'intensità che dipende dai carboidrati consumati (meno carboidrati porteranno ad una chetosi più profonda). Durante le fasi iniziali della chetosi, qualsiasi assunzione al di sotto dei 100 grammi di carboidrati porta alla chetosi. Il cervello quindi si adatta ad usare chetoni come substrato energetico portando ad una riduzione delle richieste di glucosio totale da parte del corpo. Ciò significa che possono essere consumati meno carboidrati se la chetosi viene mantenuta.